# 4447 Кіров
4447 Кіров (4447 Kirov) — астероїд головного поясу, відкритий 7 листопада 1985 року.
Тіссеранів параметр щодо Юпітера — 3,298.